# Kol Nidre

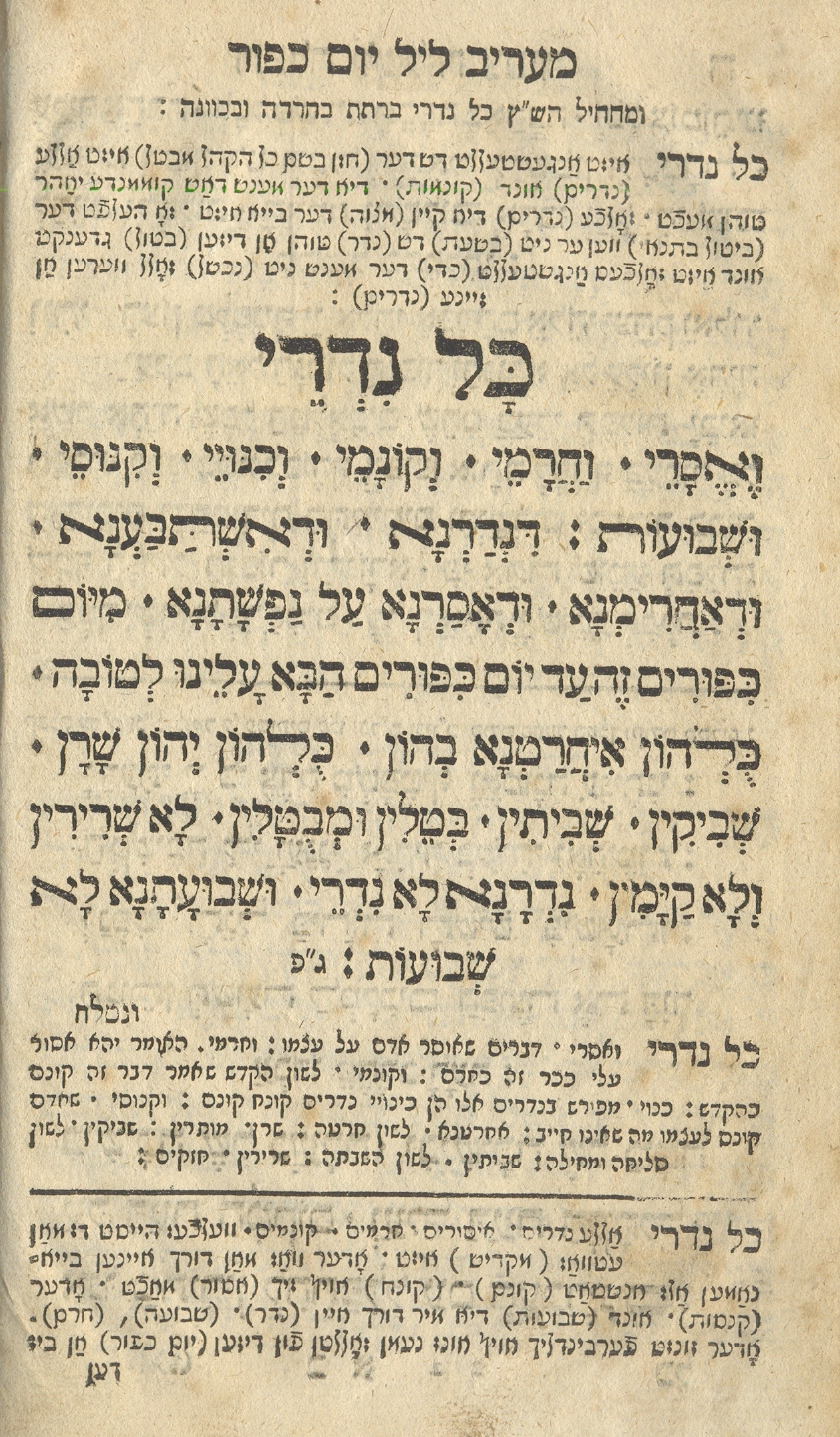
Kol Nidré.

Kol Nidré (asquenazí), Kal Nidré (sefardí), Col Nidré o Cal Nidré es el nombre de la declaración recitada en la sinagoga previo al comienzo del servicio vespertino de Yom Kipur (Día de la Expiación). Su nombre está tomado de las palabras iniciales (en arameo) de la declaración.

## Liturgia
Antes de la puesta del sol, en la sinagoga se abre el hejal (arca) y los dos rollos de la Torá son sostenidos por dos rabinos o dos miembros de la comunidad. Entonces se recita la frase:

En el tribunal de los cielos y en el tribunal de la tierra, por el permiso de Dios, alabado sea, y con el permiso de su santa congregación, nosotros mantenemos que está permitido rezar junto con los transgresores de la ley.

A partir de ese momento el cantor (jazán) entona la oración aramea comenzando con las palabras Kol Nidre (‘Todos los votos’). Con una melodía en crescendo repite tres veces las siguientes palabras:

Todos los votos, obligaciones, juramentos y anatemas [...] que nos atan desde este Yom Kipur hasta el siguiente (cuya feliz llegada esperamos ) quedan anulados. Quiera Dios  redimir, absolver, perdonar, anular e invalidar y dejar sin efecto esos votos, que no nos aten ni tengan poder sobre nosotros, los votos no serán eficaces ni obligatorios, ni las promesas o juramentos.

Entonces el oficiante y la congregación recitan unidos (núm. xv. 26): 

Y será perdonada toda la congregación de los hijos de Israel, y el extranjero que vive en medio de ellos, viendo que todo el pueblo estaba en la ignorancia.

Esto también se repite tres veces. El jazán entonces cierra con la bendición:

Bendito seas, oh Señor nuestro Dios, rey del universo, que nos ha preservado y mantenido con vida para esta celebración.

En muchas congregaciones el versículo núm. xiv. 19-20 se recita antes de la bendición. Después los rollos de la Torá son devueltos al hejal y continúa el servicio religioso.

## Origen
Los judíos, como otros pueblos semitas, acostumbraban emitir con profusión excesiva votos y juramentos a Dios imposibles de cumplir, pero que por otra parte tampoco querían infringir voluntariamente. De ahí que la conciencia religiosa buscara en la fórmula general del Kol Nidre una vía de escape a las tensiones provocadas por tales compromisos. Esto está de acuerdo con el más antiguo texto de la fórmula, que se preserva en el libro de oraciones de Amram Gaón (ed. Warsaw, i. 47a) y en el ha-Pardés (p. 12b). Se iba desarrollando ya desde entonces (periodo gaónico) la clara conciencia del perdón y la reconciliación.
El Kol Nidre se introdujo en la liturgia con la oposición de algunas autoridades rabínicas, y fue atacado en repetidas ocasiones por los férreos seguidores de la Halajá (ley judía) hasta el punto de que en el siglo XIX fue eliminado de los libros de oración de algunas comunidades judías en Europa Occidental.

## El Kol Nidre en la cultura popular
En la película The Jazz Singer (1927) el Kol Nidre juega un papel dramático destacado. El filme cuenta la historia de Jackie (interpretado por Al Jolson), primogénito y único hijo del rabino cantor Rabinowitz, y su conflicto entre la tradición familiar y su pasión por el jazz. Jakie Rabinowitz deja de lado la vida religiosa y triunfa en el mundo del espectáculo con el nombre de Jack Robin. Cerca del final del filme, cuando Jack Robin regresa al hogar familiar en la víspera de Yom Kippur para visitar a su padre gravemente enfermo, su actitud de rechazo se suaviza y, en el punto culminante del drama, accede a regresar a la sinagoga para interpretar el Kol Nidre. Si bien el reparto original contaba con la participación del célebre cantor Yossele Rosenblatt, dado que éste rechazó interpretar el Kol Nidre, fue el propio Al Jolson el que cantó la oración. Del mismo modo, en el remake de The Jazz Singer (1980), es Neil Diamond quien canta el Kol Nidre en la escena.

## El Kol Nidre en elcaraísmo
En esta rama del judaísmo no se dice esta oración, pues está expresamente vetado el deshacerse de un juramento a Dios o librarse de él sin cumplirlo:

Si haces un voto al Señor, tu Dios, no tardes en cumplirlo, porque él no dejará de pedirte cuenta, y si no lo cumples, cometerás un pecado. Si te abstienes de hacer votos, no cometes ningún pecado. Sé un hombre de palabra, y cumple el voto que hagas espontáneamente al Señor, tu Dios, expresándolo con tus propios labios. (Deuteronomio 23:22-24)

## Obras musicales

### Max Bruch
El compositor alemán Max Bruch compuso en 1880 una obra para orquesta y violonchelo solista que llamó Kol Nidre y que dedicó a la comunidad judía de Liverpool, ciudad donde residía por ser director de su orquesta.

### Arnold Schönberg
El compositor austriaco Arnold Schönberg compuso un Kol Nidre para recitador, coro y pequeña orquesta, en 1938, a los cinco años de su llegada a los Estados Unidos. Es significativa la concepción schönberguiana del Kol Nidre; y más teniendo en cuenta que Schönberg era judío de nacimiento, se había bautizado protestante a los 23 años en su Viena natal (el 25 de marzo de 1898) y había «reingresado a la comunidad de Israel» con un documento firmado en París el 24 de julio de 1933, tres meses antes de exiliarse a los Estados Unidos. La concepción schönberguiana del Kol Nidre queda patente en una carta escrita el 22 de noviembre de 1941:

A petición mía, el texto del Kol Nidre 'tradicional' fue modificado, pero la introducción fue una idea del Dr. Sonderling.

Cuando vi por primera vez el texto tradicional, me aterró la concepción 'tradicional', según la cual en el día del Gran Perdón debían ser anulados todos los compromisos adquiridos durante el año. Tuve esta concepción por falsa, pues es verdaderamente inmoral. Está en contradicción con la elevada moralidad de todos los mandamientos judíos.
Desde el primer momento estuve convencido (lo que posteriormente se reveló como cierto, cuando leí que el Kol Nidre procede de España) de que no se quería decir otra cosa sino que todos quienes, voluntariamente o a la fuerza, habían adoptado la apariencia de la fe cristiana (y que por ello debían ser excluidos de la comunidad judía) podían reconciliarse con su Dios en este día del Gran Perdón, y que todos los votos (abjuraciones) debían ser anulados.

Así pues, esto no es de aplicación a las transacciones comerciales fraudulentas". (Carta n. 187)

En la misma carta, más abajo, puede leerse que al componer su Kol Nidre «una de [sus] tareas principales fue desimpregnarlo del sentimentalismo violonchelístico de Bruch».

### John Zorn
El compositor y saxofonista estadounidense John Zorn compuso en 1996 un Kol Nidre del que existen versiones para cuarteto de cuerda, para cuarteto de clarinetes y para orquesta de cuerdas.

## Fuente
- Enciclopedia Judía

- Datos: Q1760699
- Multimedia: Kol Nidre / Q1760699